# 平成19年度天皇杯・皇后杯全日本バレーボール選手権大会
平成19年度天皇杯・皇后杯全日本バレーボール選手権大会（へいせい19ねんどてんのうはい・こうごうはいぜんにほん―せんしゅけんたいかい）は、2007年度に開催された天皇杯・皇后杯全日本バレーボール選手権大会。男子433チーム、女子412チームが参加した。
2007年4月8日の高知県を皮切りに7月まで行われた各都道府県予選及び8月から10月のブロック予選により勝ち進んだ男子16チーム女子14チームと、Vプレミアリーグのうち女子2チームによるセミファイナルラウンド1回戦までを各地で行い、Vプレミアリーグ男子8チームと女子の残り8チームの参加する同2回戦からファイナルラウンドまでを2008年1月に川崎市とどろきアリーナで行った。
第1回目となるこの大会で、男子はJTサンダーズが堺ブレイザーズとのフルセットでの接戦を制し、女子は東レ・アローズが久光製薬スプリングスを3セットストレートで降して、それぞれ初代の覇者となった。

## 概要
- 大会名称：平成19年度　天皇杯・皇后杯　全日本バレーボール選手権大会
- 開催日
  - 都道府県予選：2007年4月～7月
  - ブロックラウンド：2007年9月～10月
  - セミファイナルラウンド1回戦：2007年12月
  - セミファイナルラウンド2・3回戦：2008年12月
  - ファイナルラウンド：2008年1月5日（準決勝）、6日（決勝）
- 会場：
  - 都道府県予選：全国都道府県内体育館
  - ブロックラウンド：各地域ブロック内体育館
  - セミファイナルラウンド1回戦：進出チーム地元体育館
  - セミファイナルラウンド2・3回戦、ファイナルラウンド：川崎市とどろきアリーナ
- 主催：財団法人日本バレーボール協会
- 後援：文部科学省（申請中）、日本テレビ放送網株式会社ほか
- 主管：各都道府県バレーボール協会
- 参加資格:平成19年度（財）日本バレーボール協会登録規定により、有効に登録されたチーム及び選手で構成され、小学生を含まないチーム
- 大会使用球：大会オリジナル球（男子はモルテン社製、女子はミカサ社製）

## 出場チーム
（セミファイナルラウンド以降）

### 男子
Vプレミアリーグ
- NECブルーロケッツ
- 東レ・アローズ
- 豊田合成トレフェルサ
- サントリー・サンバーズ
- パナソニック・パンサーズ
- 堺ブレイザーズ
- JTサンダーズ
- 大分三好ヴァイセアドラー

Vチャレンジリーグ
- FC東京
- ジェイテクトSTINGS
- 大同特殊鋼レッドスター

実業団
- きんでん

クラブ
- Nakaichi2001（北海道）
- 新潟教員
- 兵庫教員クラブ
- 長崎教員

大学
- 福島大学
- 中央大学
- 東海大学
- 早稲田大学
- 立命館大学
- 愛媛大学
- 東亜大学
- 福岡大学

### 女子
Vプレミアリーグ
- パイオニアレッドウィングス
- 日立佐和リヴァーレ
- 武富士バンブー
- NECレッドロケッツ
- デンソー・エアリービーズ
- トヨタ車体クインシーズ
- 東レ・アローズ
- JTマーヴェラス
- 岡山シーガルズ
- 久光製薬スプリングス

Vチャレンジリーグ
- 健祥会レッドハーツ
- KUROBEアクアフェアリーズ
- 三洋電機レッドソア
- PFUブルーキャッツ

大学
- 東北福祉大学
- 筑波大学
- 青山学院大学
- 松蔭大学
- 中京大学
- 広島大学
- 鹿屋体育大学

高等学校
- 札幌大谷高等学校
- 三重県立津商業高等学校
- 九州文化学園高等学校

## 賞金
- 優勝：1,000万円
- 準優勝：500万円
- 3位（2チーム）：100万円

## 試合結果
（セミファイナルラウンド以降）

### 男子

#### セミファイナルラウンド1回戦
| 2007年12月1日 15:00 |                               |        |                       |
| 東亜大学            | 0 - 3 (22-25) (24-26) (19-25) | FC東京 | 東亜大学8号館アリーナ |
|                     |                               |        | 東亜大学8号館アリーナ |

| 2007年12月2日 15:00 |                               |          |                              |
| Nakaichi2001        | 0 - 3 (25-20) (25-22) (25-23) | 東海大学 | 北海道東海大学札幌キャンパス |
|                     |                               |          | 北海道東海大学札幌キャンパス |

| 2007年12月1日 14:00 |                                       |            |                            |
| 長崎教員            | 1 - 3 (22-25) (17-25) (25-20) (20-25) | 立命館大学 | 九州文化学園高等学校体育館 |
|                     |                                       |            | 九州文化学園高等学校体育館 |

| 2007年12月8日 15:00 |                               |                   |                              |
| 早稲田大学          | 3 - 0 (25-20) (25-21) (25-23) | ジェイテクトSINGS | 北海道東海大学札幌キャンパス |
|                     |                               |                   | 北海道東海大学札幌キャンパス |

| 2007年12月1日 14:00 |                               |          |                    |
| 愛知大学            | 1 - 3 (22-25) (25-23) (23-25) | きんでん | 愛知大学第一体育館 |
|                     |                               |          | 愛知大学第一体育館 |

| 2007年12月1日 14:00 |                                       |          |                            |
| 兵庫教員クラブ      | 1 - 3 (15-25) (25-22) (24-26) (23-25) | 福岡大学 | 兵庫県立星陵高等学校体育館 |
|                     |                                       |          | 兵庫県立星陵高等学校体育館 |

| 2007年12月8日 13:00 |                                       |                        |                                |
| 中央大学            | 2 - 3 (25-18) (25-15) (25-27) (15-17) | 大同特殊鋼レッドスター | 早稲田大学東伏見スポーツホール |
|                     |                                       |                        | 早稲田大学東伏見スポーツホール |

| 2007年12月3日 16:00 |                               |          |                  |
| 新潟教員            | 3 - 0 (25-23) (25-16) (25-23) | 福島大学 | 長岡市北部体育館 |
|                     |                               |          | 長岡市北部体育館 |

#### セミファイナルラウンド2回戦
| 2008年1月2日 10:00   |                                               |        |                               |
| サントリーサンバーズ | 2 - 3 (22-25) (25-20) (20-25) (25-23) (16-18) | FC東京 | 川崎市とどろきアリーナCコート |
|                      |                                               |        | 川崎市とどろきアリーナCコート |

| 2008年1月2日 10:00 |                                       |                          |                               |
| 東海大学           | 1 - 3 (23-25) (19-25) (25-20) (20-25) | 大分三好ヴァイセアドラー | 川崎市とどろきアリーナDコート |
|                    |                                       |                          | 川崎市とどろきアリーナDコート |

| 2008年1月2日 12:00 |                                       |            |                               |
| JTサンダーズ       | 3 - 1 (25-19) (25-20) (22-25) (25-22) | 立命館大学 | 川崎市とどろきアリーナCコート |
|                    |                                       |            | 川崎市とどろきアリーナCコート |

| 2008年1月2日 12:00 |                               |                      |                               |
| 早稲田大学         | 0 - 3 (19-25) (20-25) (21-25) | 豊田合成トレフェルサ | 川崎市とどろきアリーナDコート |
|                    |                               |                      | 川崎市とどろきアリーナDコート |

| 2008年1月2日 14:00     |                               |          |                               |
| パナソニックパンサーズ | 3 - 0 (25-20) (25-14) (25-20) | きんでん | 川崎市とどろきアリーナCコート |
|                        |                               |          | 川崎市とどろきアリーナCコート |

| 2008年1月2日 14:00 |                               |                |                               |
| 福岡大学           | 0 - 3 (17-25) (21-25) (11-25) | 堺ブレイザーズ | 川崎市とどろきアリーナDコート |
|                    |                               |                | 川崎市とどろきアリーナDコート |

| 2008年1月2日 16:00 |                               |                        |                               |
| NECブルーロケッツ  | 3 - 0 (25-18) (25-14) (27-25) | 大同特殊鋼レッドスター | 川崎市とどろきアリーナCコート |
|                    |                               |                        | 川崎市とどろきアリーナCコート |

| 2008年1月2日 16:00 |                              |                |                               |
| 新潟教員           | 0 - 3 (7-25) (15-25) (12-25) | 東レ・アローズ | 川崎市とどろきアリーナDコート |
|                    |                              |                | 川崎市とどろきアリーナDコート |

#### セミファイナルラウンド3回戦
| 2008年1月3日 10:00 |                                               |                          |                               |
| FC東京             | 2 - 3 (24-26) (25-19) (25-20) (18-25) (17-19) | 大分三好ヴァイセアドラー | 川崎市とどろきアリーナCコート |
|                    |                                               |                          | 川崎市とどろきアリーナCコート |

| 2008年1月3日 12:00 |                                       |                      |                               |
| JTサンダーズ       | 3 - 1 (35-33) (25-21) (21-25) (25-20) | 豊田合成トレフェルサ | 川崎市とどろきアリーナCコート |
|                    |                                       |                      | 川崎市とどろきアリーナCコート |

| 2008年1月3日 14:00     |                               |                |                               |
| パナソニックパンサーズ | 0 - 3 (23-25) (17-25) (21-25) | 堺ブレイザーズ | 川崎市とどろきアリーナCコート |
|                        |                               |                | 川崎市とどろきアリーナCコート |

| 2008年1月3日 16:00 |                                               |                |                               |
| NECブルーロケッツ  | 2 - 3 (25-27) (25-16) (12-25) (25-21) (13-15) | 東レ・アローズ | 川崎市とどろきアリーナCコート |
|                    |                                               |                | 川崎市とどろきアリーナCコート |

#### ファイナルラウンド・準決勝
| 2008年1月5日 14:00 |                               |                          |                                        |
| JTサンダーズ       | 3 - 0 (25-18) (25-22) (25-17) | 大分三好ヴァイセアドラー | 川崎市とどろきアリーナ 観客数: 2,000人 |
|                    |                               |                          | 川崎市とどろきアリーナ 観客数: 2,000人 |

| 2008年1月5日 16:00 |               |                |                                        |
| 堺ブレイザーズ     | 3 - 0 (25-22) | 東レ・アローズ | 川崎市とどろきアリーナ 観客数: 2,145人 |
|                    |               |                | 川崎市とどろきアリーナ 観客数: 2,145人 |

#### ファイナルラウンド・決勝
| 2008年1月6日 15:00 |                                       |              |                                        |
| 堺ブレイザーズ     | 2 - 3 (19-25) (20-25) (25-20) (12-15) | JTサンダーズ | 川崎市とどろきアリーナ 観客数: 1,500人 |
|                    |                                       |              | 川崎市とどろきアリーナ 観客数: 1,500人 |

### 女子

#### セミファイナルラウンド1回戦
| 2007年12月7日 18:00 |                       |                    |                  |
| 広島大学            | 3 - 0 (25-20) (25-17) | 健祥会レッドハーツ | 広島大学北体育館 |
|                     |                       |                    | 広島大学北体育館 |

| 2007年12月5日 16:30 |                              |                    |                           |
| 札幌大谷高等学校    | 0 - 3 (8-25) (15-25) (18-25) | 日立佐和リヴァーレ | 札幌大谷高等学校第1体育館 |
|                     |                              |                    | 札幌大谷高等学校第1体育館 |

| 2007年12月2日 11:00    |                               |          |                              |
| 三重県立津商業高等学校 | 0 - 3 (14-25) (19-25) (18-25) | 松蔭大学 | 三重県立津商業高等学校体育館 |
|                        |                               |          | 三重県立津商業高等学校体育館 |

| 2007年12月2日 14:00 |                               |                          |                     |
| 筑波大学            | 3 - 0 (25-16) (25-10) (25-17) | KUROBEアクアフェアリーズ | 筑波大学 球技体育館 |
|                     |                               |                          | 筑波大学 球技体育館 |

| 2007年12月2日 11:00 |                               |              |              |
| 東北福祉大学        | 1 - 3 (19-25) (25-23) (19-25) | 三洋電機大阪 | 東北福祉大学 |
|                     |                               |              | 東北福祉大学 |

| 2007年12月1日 10:00  |                       |          |                            |
| 九州文化学園高等学校 | 3 - 0 (25-16) (25-17) | 中京大学 | 九州文化学園高等学校体育館 |
|                      |                       |          | 九州文化学園高等学校体育館 |

| 2007年12月1日 10:00 |                               |                        |                       |
| 鹿屋体育大学        | 0 - 3 (14-25) (23-25) (17-25) | トヨタ車体クインシーズ | 鹿屋体育大学 主体育室 |
|                     |                               |                        | 鹿屋体育大学 主体育室 |

| 2007年12月8日 11:00 |                                              |                   |                                |
| 青山学院大学        | 2 - 3 (26-24) (25-18) (20-25) (19-25) (7-15) | PFUブルーキャッツ | 早稲田大学東伏見スポーツホール |
|                     |                                              |                   | 早稲田大学東伏見スポーツホール |

#### セミファイナルラウンド2回戦
| 2008年1月2日 10:00   |                       |          |                               |
| 久光製薬スプリングス | 3 - 0 (25-14) (25-13) | 広島大学 | 川崎市とどろきアリーナAコート |
|                      |                       |          | 川崎市とどろきアリーナAコート |

| 2008年1月2日 10:00 |                               |                |                               |
| 日立佐和リヴァーレ | 0 - 3 (13-25) (20-25) (22-25) | 岡山シーガルズ | 川崎市とどろきアリーナBコート |
|                    |                               |                | 川崎市とどろきアリーナBコート |

| 2008年1月2日 12:00 |                               |          |                               |
| NECレッドロケッツ  | 3 - 0 (25-18) (25-15) (25-18) | 松蔭大学 | 川崎市とどろきアリーナAコート |
|                    |                               |          | 川崎市とどろきアリーナAコート |

| 2008年1月2日 12:00 |                               |                |                               |
| 筑波大学           | 0 - 3 (13-25) (17-25) (16-25) | 武富士バンブー | 川崎市とどろきアリーナBコート |
|                    |                               |                | 川崎市とどろきアリーナBコート |

| 2008年1月2日 14:00         |                               |              |                               |
| パイオニアレッドウィングス | 3 - 0 (25-16) (25-18) (26-24) | 三洋電機大阪 | 川崎市とどろきアリーナAコート |
|                            |                               |              | 川崎市とどろきアリーナAコート |

| 2008年1月2日 14:00   |                              |                |                               |
| 九州文化学園高等学校 | 0 - 3 (8-25) (18-25) (12-25) | 東レ・アローズ | 川崎市とどろきアリーナBコート |
|                      |                              |                | 川崎市とどろきアリーナBコート |

| 2008年1月2日 16:00       |                               |                         |                               |
| デンソー・エアリービーズ | 3 - 0 (25-19) (25-22) (25-18) | トヨタ車体 クインシーズ | 川崎市とどろきアリーナAコート |
|                          |                               |                         | 川崎市とどろきアリーナAコート |

| 2008年1月2日 16:00 |                               |                |                               |
| PFUブルーキャッツ  | 0 - 3 (19-25) (21-25) (25-27) | JTマーヴェラス | 川崎市とどろきアリーナBコート |
|                    |                               |                | 川崎市とどろきアリーナBコート |

#### セミファイナルラウンド3回戦
| 2008年1月3日 10:00   |                               |                |                               |
| 久光製薬スプリングス | 3 - 0 (25-22) (25-18) (25-20) | 岡山シーガルズ | 川崎市とどろきアリーナAコート |
|                      |                               |                | 川崎市とどろきアリーナAコート |

| 2008年1月3日 12:00 |                                               |                |                               |
| NECレッドロケッツ  | 3 - 2 (28-30) (25-18) (25-15) (21-25) (15-11) | 武富士バンブー | 川崎市とどろきアリーナAコート |
|                    |                                               |                | 川崎市とどろきアリーナAコート |

| 2008年1月3日 14:00         |                                      |                |                               |
| パイオニアレッドウィングス | 1 - 3 (25-19) (18-25) (13-25) (9-25) | 東レ・アローズ | 川崎市とどろきアリーナAコート |
|                            |                                      |                | 川崎市とどろきアリーナAコート |

| 2008年1月3日 16:00       |                                              |                |                               |
| デンソー・エアリービーズ | 2 - 3 (20-25) (25-15) (16-25) (33-31) (9-15) | JTマーヴェラス | 川崎市とどろきアリーナAコート |
|                          |                                              |                | 川崎市とどろきアリーナAコート |

#### ファイナルラウンド・準決勝
| 2008年1月5日 10:00   |                                               |                   |                                        |
| 久光製薬スプリングス | 3 - 2 (25-18) (22-25) (17-25) (25-15) (15-11) | NECレッドロケッツ | 川崎市とどろきアリーナ 観客数: 1,100人 |
|                      |                                               |                   | 川崎市とどろきアリーナ 観客数: 1,100人 |

| 2008年1月5日 12:00 |                               |                |                                        |
| 東レ・アローズ     | 3 - 0 (25-19) (25-22) (25-20) | JTマーヴェラス | 川崎市とどろきアリーナ 観客数: 1,483人 |
|                    |                               |                | 川崎市とどろきアリーナ 観客数: 1,483人 |

#### ファイナルラウンド・決勝
| 2008年1月6日 12:30 |                               |                      |                                      |
| 東レ・アローズ     | 3 - 0 (25-21) (25-14) (25-10) | 久光製薬スプリングス | 川崎市とどろきアリーナ 観客数: 900人 |
|                    |                               |                      | 川崎市とどろきアリーナ 観客数: 900人 |

## 放送
大会を後援する日本テレビ放送網が放映権を持ち、CS放送局・日テレG+にてファイナルラウンドを中継。また月1回放送の「目指せ!アタックNo1～バレーボール天皇杯・皇后杯～」にて大会のダイジェストを放送した。
中継スタッフ
女子解説：吉原知子（準決勝）、柳本晶一（決勝）
男子解説：泉川正幸（準決勝）、大竹秀之（決勝）
リポーター兼インタビュアー（決勝）：吉原知子
女子実況：金山泉（中京テレビ（当時）、準決勝）、平川健太郎（決勝）
男子実況：尾山憲一（よみうりテレビ、準決勝）、森圭介（決勝）
セミファイナルラウンド2回戦以降の会場が日本テレビの放送エリアであるが、この時期はスポーツアナウンサーが箱根駅伝や全国高校サッカーの中継に関わっているため系列局のアナウンサーも参加した。